# Omar Zeeshan
Omar Zeeshan (* 30. Oktober 1978, auch Umer Zeeshan transkribiert) ist ein pakistanischer Badmintonspieler. 

## Karriere
Omar Zeeshan ist einer der bedeutendsten Badmintonspielers Pakistans der Gegenwart. Er ist einer der wenigen heutigen Spieler des Landes, die auch größere internationale Erfolge aufweisen können. So gewann er 2004 Bronze im Herrendoppel bei den Südasienspielen und zusätzlich auch Silber mit dem Team. 2006 wurde er bei der gleichen Veranstaltung Dritter im Einzel. 2005 nahm er an den Badminton-Weltmeisterschaften teil. 2005 war er im Einzel bei den nationalen Titelkämpfen erfolgreich.